# 佩蒂嫩戈
佩蒂嫩戈（義大利語：Pettinengo），是意大利比耶拉省的一个市镇。总面积15.30平方公里，人口1484人，人口密度97人/平方公里（2020年）。ISTAT代码为096042。
2017年1月1日，塞尔韦马尔科内市镇合并至本市镇。